# Georges Nélis
Pour les articles homonymes, voir Nélis.
Georges Jules Louis Nélis (né à Hal le 22 mai 1886 ; mort à Ixelles, le 2 mars 1929) est un officier aviateur, ingénieur et administrateur de sociétés belge. Il est considéré comme le fondateur de l'aviation civile en Belgique.

## Biographie

### Débuts
La famille de Georges Nélis est originaire d'Orp-le-Grand, dans le Brabant wallon. Georges Nélis accomplit ses études secondaires à Hal, dans l'école dirigée par son père. Il souhaite devenir officier et, en 1904, passe l'examen d'entrée à l'École royale militaire. C'est à cette époque qu'il fait la connaissance du sportif Victor Boin.
Le 3 octobre 1910, Nélis est promu 1er aspirant-aviateur de l'armée belge. Il fait désormais partie de la Compagnie des Ouvriers et Aérostiers. On l'envoie ensuite en France pour effectuer un stage chez Farman et chez Gnome. Le 21 décembre de la même année, Nélis obtient son brevet de la Fédération aéronautique internationale (FAI) et devient donc le premier aviateur militaire belge. Durant cette période, il a l'occasion d'effectuer les premières missions de reconnaissance.
Début 1912, Georges Nélis reçoit de la part de Jules de Laminne le HF-3 avec lequel il aurait commencé son écolage. Cet appareil est amélioré et il décide de le baptiser « Farman Rapide Nélis - FRN ». Malheureusement, l'avion s'écrase en février 1913. Nélis devient ensuite directeur technique de l'École de pilotage et participe avec le lieutenant Stellingwerf à des essais en vol munis d'une mitrailleuse.

### Première Guerre mondiale
Le 1er août 1914, l'armée est sur le pied de guerre. Le lieutenant Nélis prend le commandement des escadrilles d'avions, basées à l'aérodrome de Brasschaat. Durant le Siège d'Anvers (28 septembre-10 octobre), les ateliers dirigés par Georges Nélis mettent de nouveaux appareils en ligne et réparent les avions endommagés. La compagnie est ensuite contrainte de se replier à Saint-Pol-sur-Mer, près de Dunkerque. En tant que directeur des services techniques, Nélis s'occupe de la reconstruction de son service installé désormais à Calais. Jusqu'à la fin de la guerre, il gardera la direction du service technique.
Le 27 juillet 1915, Georges Nélis épouse Marguerite Cambier, originaire de Hal. Ils s'installent dans un petit pavillon à Calais.

### Développement de l'aviation civile belge
Après l'Armistice, Georges Nélis est nommé commandant et s'installe à Evere avec son service technique, près de l'aérodrome de Haren. Le 15 janvier 1919, il publie un pamphlet, intitulé L'expansion belge par l'aviation, dans lequel il plaide pour une extension de l'aviation militaire et civile. Cette publication rencontre un grand succès. La même année, il est nommé directeur du Syndicat national pour l'étude des transports aériens (SNETA). Cette société développe les premières liaisons vers Londres, Amsterdam et Paris, ainsi que vers le Congo belge.
Nélis décide ensuite de fonder une société de construction aéronautique, avec le soutien du roi Albert Ier. La Société anonyme belge de constructions aéronautiques (SABCA) est créée le 16 décembre 1920 et Georges Nélis en devient le premier administrateur-directeur. Il devient ensuite le premier directeur de la première compagnie aérienne nationale, la SABENA, fondée le 23 mai 1923. En plus de ces fonctions, Nélis accepte également, en 1924, de devenir  administrateur délégué de la SOTCA, compagnie aérienne spécialisée dans le transport de pigeons, et de la Compagnie aérienne belge (CAB), spécialisée dans la photographie aérienne.

### Maladie
À l'automne 1928, Georges Nélis tombe gravement malade. Le colonel Jules Smeyers le remplace à la SNETA, la SABENA et la SABCA. Jusqu'à sa mort, Nélis travaillera à de nouveaux projets aériens. Il décède à Ixelles, le 2 mars 1929, et est inhumé avec les honneurs militaires. Son ami Victor Boin prononce son éloge funèbre. La dépouille de Georges Nélis est transférée un an plus tard au cimetière de Bruxelles.